# Amerikaz Nightmare
Amerikaz Nightmare – szósty studyjny album amerykańskiego zespołu hip-hopowego Mobb Deep. Został wydany w 2004 roku nakładem wytórni Jive Records. Album promowany był dwoma singlami "Got It Twisted" i "Real Gangstaz". Amerikaz Nightmare zadebiutował na 4. miejscu notowania Billboard 200 ze sprzedażą 109.000 egzemplarzy w pierwszym tygodniu.

## Lista utworów
| Nr | Tytuł                           | Producent(ci) | Goście            |
| -- | ------------------------------- | ------------- | ----------------- |
| 1  | "Amerikaz Nightmare"            | Havoc         |                   |
| 2  | "Win or Lose"                   | The Alchemist |                   |
| 3  | "Flood the Block"               | Havoc         |                   |
| 4  | "Dump"                          | Havoc         | Nate Dogg         |
| 5  | "Got It Twisted"                | Alchemist     |                   |
| 6  | "When U Hear The"               | Alchemist     |                   |
| 7  | "Real Niggaz"                   | Red Spyda     |                   |
| 8  | "Shorty Wop"                    | Havoc         |                   |
| 9  | "Real Gangstaz"                 | Lil Jon       | Lil Jon           |
| 10 | "One of Ours Part 2"            | Havoc         | Jadakiss          |
| 11 | "On the Run"                    | Havoc         |                   |
| 12 | "Throw Your Hands (In the Air)" | Kanye West    |                   |
| 13 | "Get Me"                        | Havoc         | Big Noyd, Littles |
| 14 | "We Up"                         | Havoc         |                   |
| 15 | "Neva Change"                   | Havoc         |                   |
| 16 | "Got It Twisted (Remix)"        | Alchemist     | Twista            |

## Sample
Throw Your Hands (In the Air)
- "Live In Connecticut" – Cold Crush Brothers
- "Doggone" - Love

Got It Twisted
- "She Blinded Me With Science" – Thomas Dolby
- "Saturday Night Style" – Mikey Dread

Win Or Lose
- "Here I Go Again" - Jean Plum

Neva Change
- "Time For A Change" - The Eight Minutes

## Single z albumu
| Informacje o singlu                                      |
| -------------------------------------------------------- |
| "Got It Twisted" - Wydany: 30 marca, 2004 - B-side:      |
| "Real Gangstaz" - Wydany: 31 sierpnia, 2004 - B-side:    |
| "Throw Your Hands (In the Air)" - Wydany: 2004 - B-side: |
| "Win or Lose" - Wydany: 2004 - B-side:                   |
| "Got It Twisted (Remix)" - Wydany: 2004 - B-side:        |

## Notowania
Notowania albumu
| Rok  | Notowania     | Notowania              |
| Rok  | Billboard 200 | Top R&B/Hip Hop Albums |
| ---- | ------------- | ---------------------- |
| 2004 | 4             | 2                      |

Notowania singli
| Rok  | Tytuł            | Notowania         | Notowania                        | Notowania      | Notowania              |
| Rok  | Tytuł            | Billboard Hot 100 | Hot R&B/Hip-Hop Singles & Tracks | Hot Rap Tracks | Rhythmic Airplay Chart |
| ---- | ---------------- | ----------------- | -------------------------------- | -------------- | ---------------------- |
| 2004 | "Got It Twisted" | 64                | 23                               | 18             | 39                     |
| 2004 | "Real Gangstaz"  | -                 | 49                               | -              | -                      |